# عصب عضلي جلدي
العصب العضلي الجلدي (باللاتينية: Musculocutaneous Nerve) هو عصب ينشأ من اجتماع ألياف الأعصاب ر5، و ر6، و ر7 ، ويخرج من الحبل الوحشي للضفيرة العضدية مقابل الحد السفلي للعضلة الصدرية الكبيرة.

## المسار
يخترق هذا العصب أولاً العضلة الغرابية العضدية ثم يسير في طريق مائل بين العضلتين: العضلة ذات الرأسين و العضلة العضدية. ثم بعد ذلك، وقبل أن يصل إلى المرفق بقليل، يخترق العصبُ اللفافةَ العميقة الموجودة إلى الجانب الوحشي من وتر العضلة ذات الرأسين، ثم يكمل العصب إلى الساعد فيما يعرف بالعصب الجلدي الوحشي للساعد.
خلال مسار العصب داخل الذراع، يعصِّب (يغذي عصبياً) العصبُ العضليُّ الجلديُّ العضلةَ الغرابية العضدية، والعضلةَ ذات الرأسين العضدية، والجزءَ الأكبر من العضلة العضدية.
- الفرع من العصب الذي يعصب العضلة الغرابية العضدية يخرج من العصب قريباً من أصله، وفي بعض الأحيان كعصب رفيع مستقل من الحبل الوحشي للضفيرة العضدية؛ منشأ هذا العصب هو العصب الرقبي السابع (ر7).
- الفرعان من العصب اللذان يعصبان العضلة ذات الرأسين العضدية والعضلة العضدية يخرجان كفروع بعد أن يكون العصب العضلي الجلدي قد اخترق العضلة العضدية الكعبرية، الفرع الذي يعصب العضلة العضدية يعطي خيطاً عصبياً إلى مفصل المرفق.
- يعطي العصب أيضاً فرعاً صغيراً للعظم، والذي يدخل الثقبة المغذية للعظم.

## اختلافات
يمكن أن يكون للعصب العضلي الجلدي عدة اختلافات:
1. يمكن للعصب أن يكون ملتصقاً بالعصب المتوسط ثم ينفصل عنه أسفل العضلة ذات الرأسين العضدية بدلاً من أن تخترق العضلة الغرابية العضدية.
2. يمكن لبعض الخيوط العصبية أن تخرج من العصب المتوسط لتتّحد مع العصب العضلي الجلدي، ثم تنفصل عنه لتعود وتندمج مع عصبها الأصلي.
3. يمكن للعصب أن يمر أسفل العضلة الغرابية العضدية أو خلال العضلة ذات الرأسين العضدية.
4. في بعض الأحيان، قد يعطي العصب خيطاً إلى العضلة الكابة المدورة، ويغذي السطحَ الظهريَّ من الإبهام عندما يكون الجزءُ الحسيُّ من العصب الكعبري غير موجود.

## ضرر

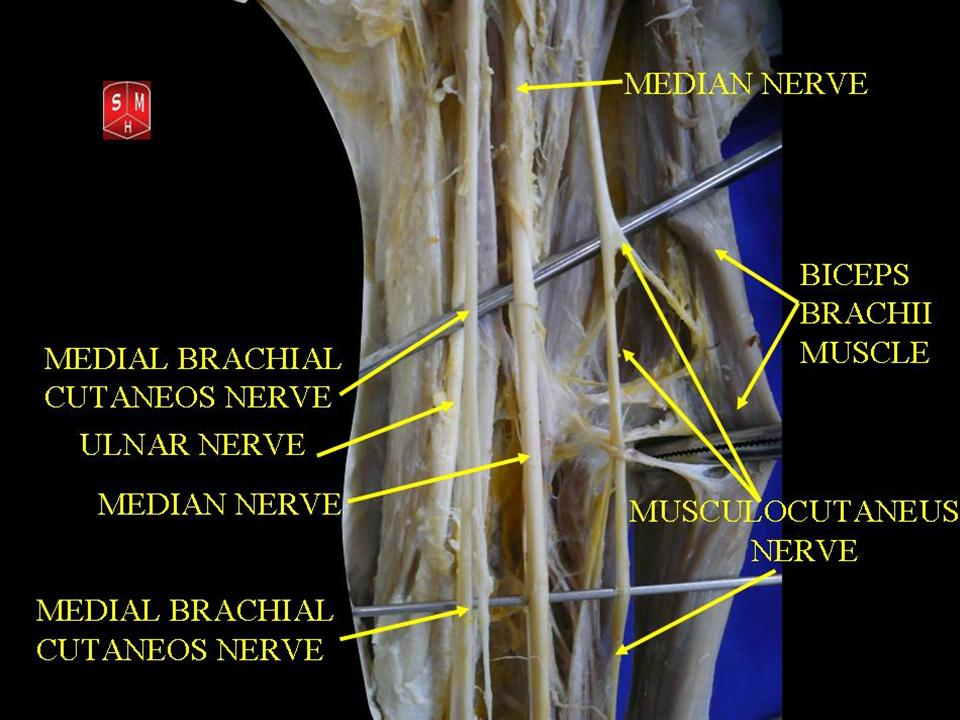
العصب العضلي الجلدي

مع أن هذا نادر الحدوث، إلا أن العصب العضلي الجلدي قد يتأثر عن طريق انضغاطه بسببٍ من تضخمه، أو بسبب من انفخاخ (انحشار) العصب بين سفاق العضلة ذات الرأسين وبين لفافة العضلة العضدية، كما يمكن أن يصاب العصب بسببٍ من الشد، وذلك كما يحدث في حالات خلع المفصل، وفي بعض الأحيان خلال العمليات الجراحية.
في حال حدثت إصابة للعصب، يحدث، نتيجةً لذلك، ضعفٌ في ثنيِ المرفق، وبسطِ الذراع. كما يحدث خلل حسي في الجانب الكعبري من الساعد. وقد يتأثر أيضاً منعكس ذات الرأسين.
العصب العضلي الجلدي يكون، عادةً، جزءاً من شلل الجزء الأعلى من الضفيرة العضدية.
قد تحدث إصابة العصب أيضاً قبل أن يمر خلال العضلة العضدية الكعبرية بسبب خلع في المرفق.